# Cupa Federației 2020
La Cupa Federației 2020 è stata la 1ª e unica edizione della Cupa Federației. Il torneo è iniziato il 15 febbraio 2020 e si è concluso il 7 marzo successivo. Lo Sfîntul Gheorghe ha conquistato il trofeo per la prima volta nella sua storia.

## Formato
Il torneo, riservato alle squadre della Divizia Națională 2020-2021, si svolge in due fasi: la prima fase è composta da due gironi da cinque squadre ciascuno. La fase successiva, al termine della fase a gironi, vede le formazioni piazzatesi nella stessa posizione affrontarsi in una gara secca. Le squadre classificatesi prime nei rispettivi gironi, disputeranno un match per decretare la vincitrice della competizione.

## Fase a gironi

### Gruppo A
| Squadra           | Pt | G | V | N | P | GF | GS | DG  |
| ----------------- | -- | - | - | - | - | -- | -- | --- |
| Petrocub Hîncești | 15 | 5 | 5 | 0 | 0 | 20 | 2  | +18 |
| Milsami Orhei     | 6  | 5 | 2 | 0 | 3 | 6  | 15 | -9  |
| Sheriff Tiraspol  | 4  | 5 | 1 | 1 | 3 | 6  | 9  | -3  |
| Florești          | 3  | 5 | 0 | 3 | 2 | 4  | 10 | -6  |
| Zimbru Chișinău   | 7  | 5 | 2 | 1 | 2 | 8  | 7  | +1  |

### Gruppo B
| Squadra            | Pt | G | V | N | P | GF | GS | DG |
| ------------------ | -- | - | - | - | - | -- | -- | -- |
| Sfîntul Gheorghe   | 12 | 5 | 4 | 0 | 1 | 9  | 6  | +3 |
| Dacia Buiucani     | 10 | 5 | 3 | 1 | 1 | 9  | 4  | +5 |
| Dinamo-Auto        | 9  | 5 | 3 | 0 | 2 | 9  | 9  | 0  |
| Speranța Nisporeni | 6  | 5 | 2 | 0 | 3 | 8  | 9  | -1 |
| Codru Lozova       | 0  | 5 | 0 | 0 | 5 | 2  | 10 | -8 |

## Fase finale
| Arbitro: | Orlic (Chișinău) |

|                        |                      |                          |
| Arabadji 58’ Calac 69’ | Marcatori            | 47’ Jakovlev 55’ Odariuc |
|                        | Tiri di rigore 4 – 5 |                          |

| Arbitro: | Diordiev (Tighina) |

|                          |           |             |
| Gaiu 47’ Ojehovschii 65’ | Marcatori | 74’ Pyrohov |

| Arbitro: | Berladian (Florești) |

|                                              |           |                      |
| Lungu 9’ Iosipoi 23’ Crîcimari 32’ Bivol 60’ | Marcatori | 34’ Stefan 53’ Tsira |

| Arbitro: | Breguța (Chișinău) |

|                        |           |  |
| Volkaŭ 27’ Suvorov 68’ | Marcatori |  |